# 28590 Kyledilger
28590 Kyledilger è un asteroide della fascia principale. Scoperto nel 2000, presenta un'orbita caratterizzata da un semiasse maggiore pari a 2,3688095 au e da un'eccentricità di 0,1335884, inclinata di 8,18399° rispetto all'eclittica.